# Iveco Bus
Iveco Bus (anteriormente denominada Irisbus, acrónimo de Iveco & Renault is bus) es el segundo fabricante mundial de autobuses. Su sede se encuentra en Lyon, Francia. Fue creada en junio de 1999 al fusionarse las actividades de fabricación de autobuses de Renault e Iveco. En 2001 Fiat S.p.A. adquirió el 100% de las acciones y ahora es una filial de CNH Industrial, una compañía escindida de Fiat Industrial S.p.A. en 2019

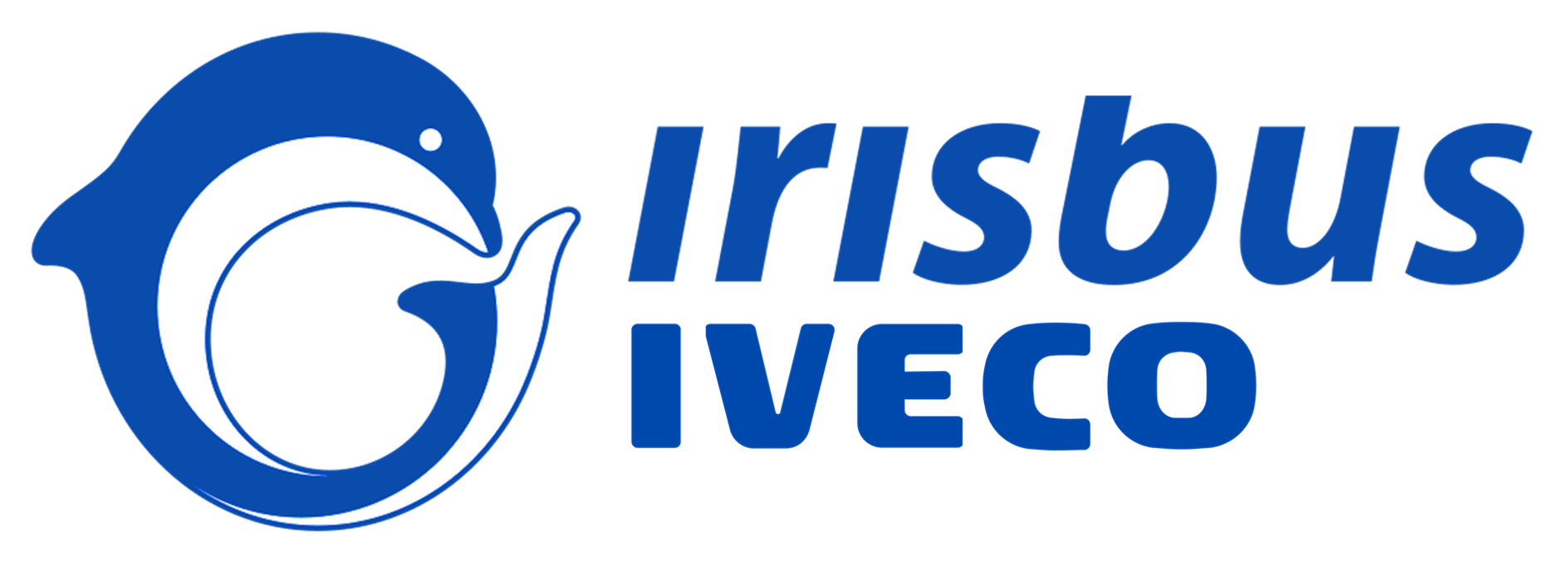
Logotipo de Irisbus Iveco

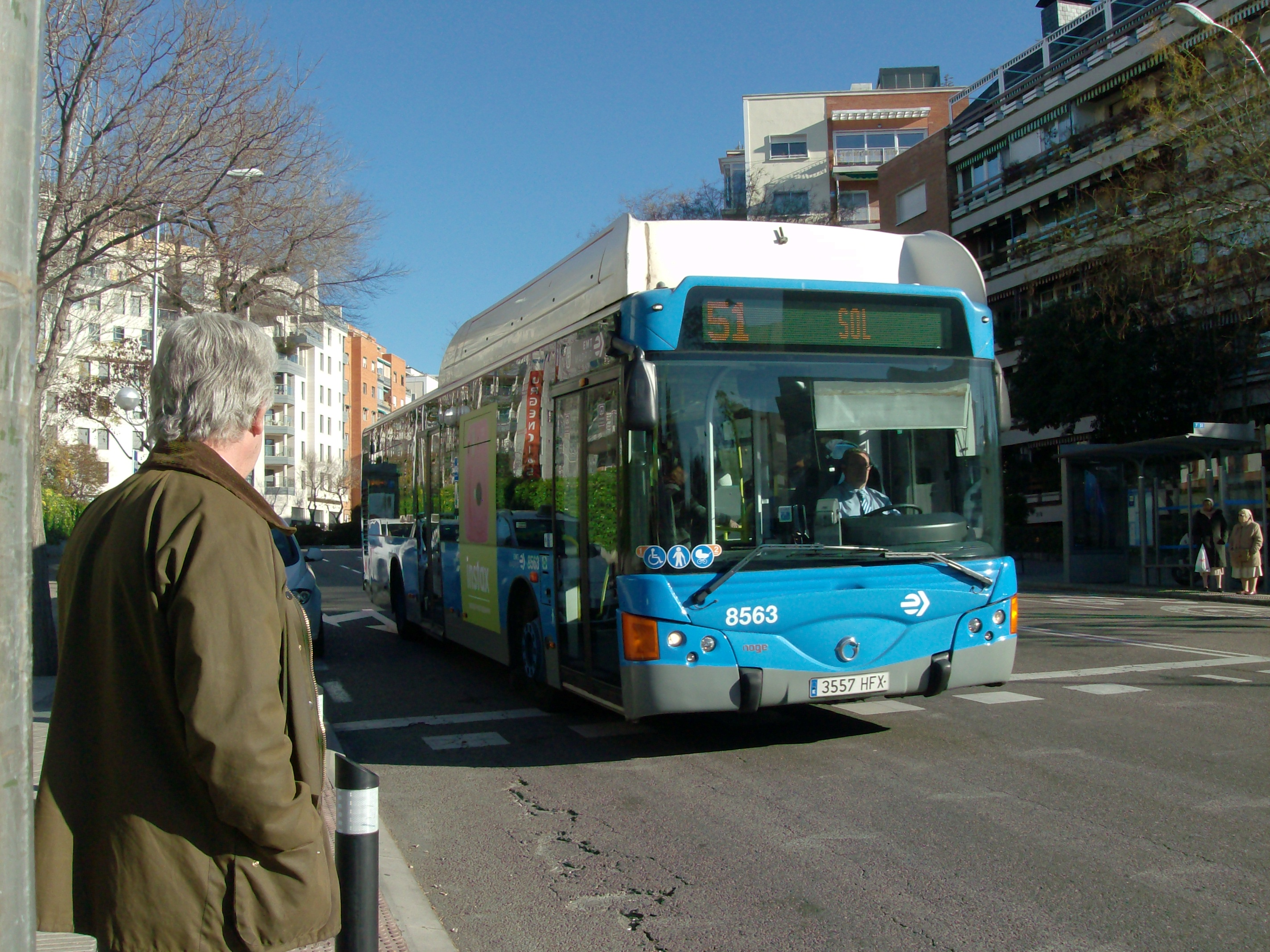
Autobús urbano Citelis (carrozado por Nogebus)

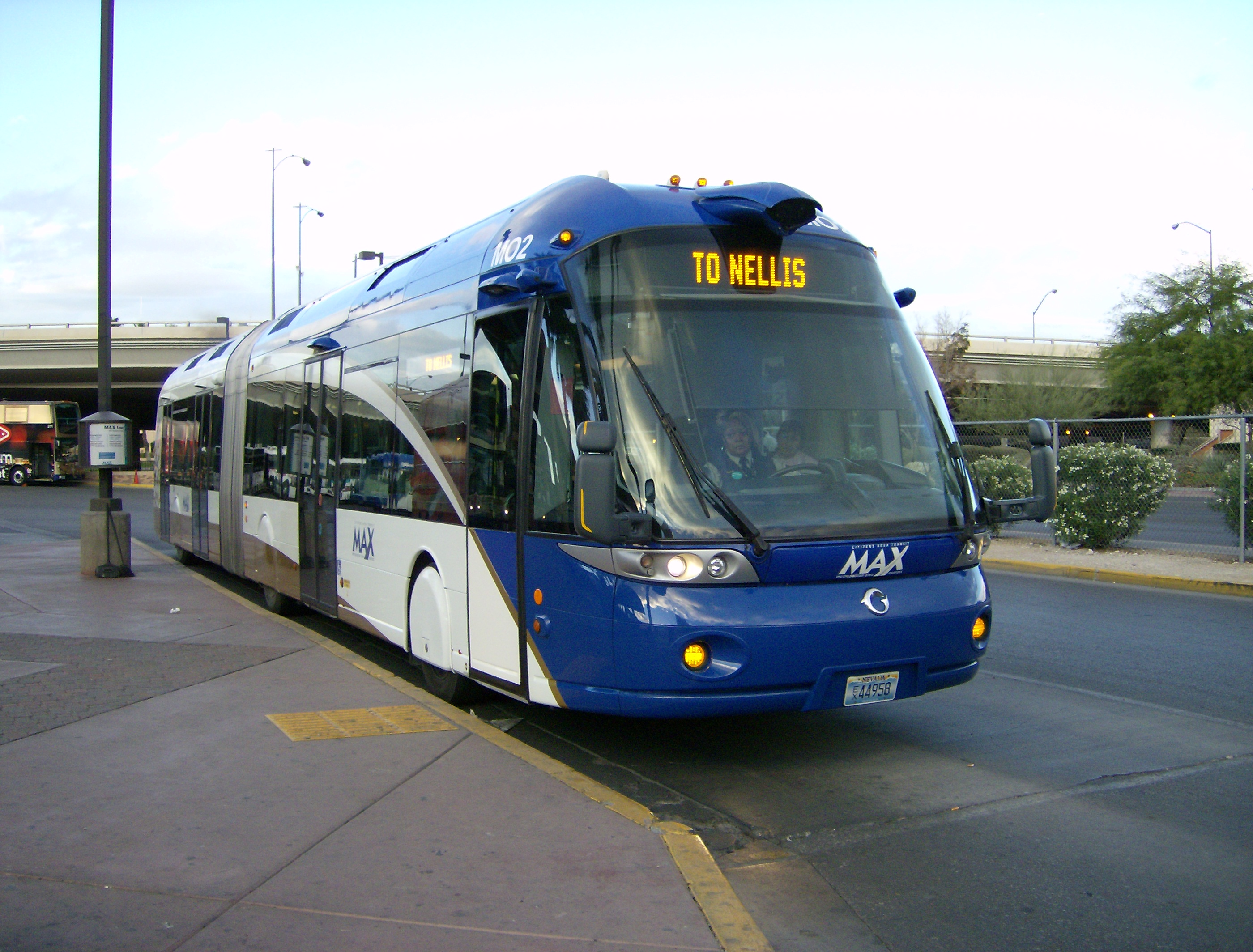
Autobús urbano Civis

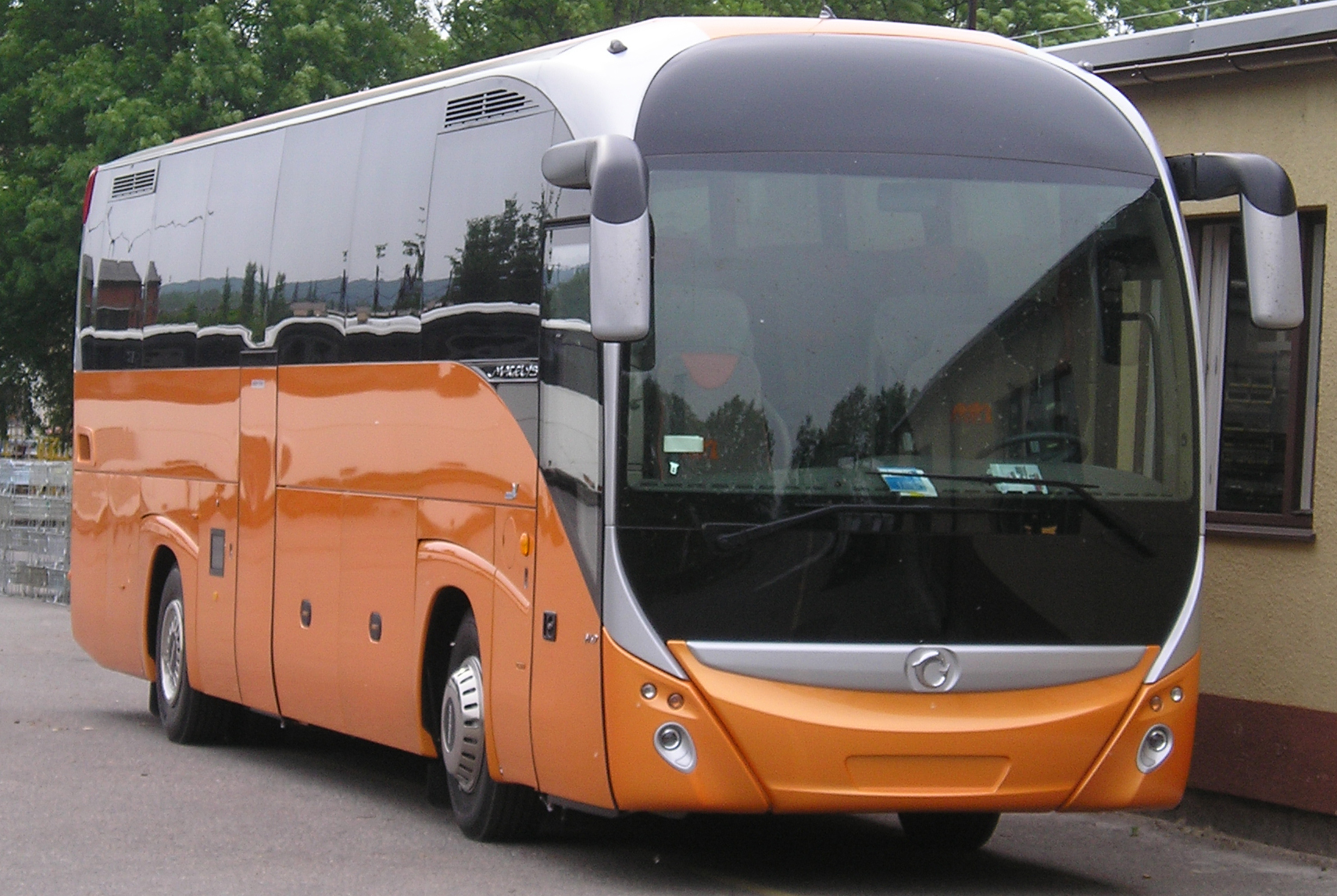
Autobús interurbano Magelys

## Historia

### Descripción
Nacido de la combinación de las actividades de transporte público de Renault Vehículos Industriales e Iveco (acrónimo de Industrial Vehicles Corporation) en 1999. Este grupo, propiedad mitad de Renault y mitad de Iveco, también incluía la marca HeuliezBus. En su proyecto de expansión de actividades, Renault es frenada por la Comisión de Bruselas a principios de 2001: después de haber ofrecido el 21% de Volvo, también fabricante de autobuses, Renault debe vender su parte de Irisbus a Iveco (Fiat), que pasa a ser el 100% propietario. Todas las producciones del Grupo se identifican entonces con un delfín, el logotipo de Irisbus, excepto las de HeuliezBus.
En 2002, El grupo Fiat (Iveco) adquirió el 100% de Irisbus, Renault vendió su participación a Iveco que poseía en Irisbus.
En 2013, Irisbus desaparece y pasa a llamarse Iveco Bus.

### Fiat-Iveco (1975–1999)
En 1975 Fiat Bus creó la marca Iveco (Industrial Vehicle Corporation o Corporación de Vehículos Industriales) que gradualmente fue reconocida por Officine Meccaniche (OM), Orlandi en Italia, Berliet, Renault, Chausson, Saviem en Francia, Karosa en la República Checa, Magirus-Deutz en Alemania y Pegaso en España con la integración de Renault en 1999 se convirtió más tarde en Irisbus.

### Irisbus (1999–2013)
La empresa franco-italiana fue creada en enero de 1999 por la fusión de las divisiones de autocares y autocares de Renault Véhicules Industriels y las divisiones de autocares y autobuses de Fiat Industrial e Iveco con la incorporación de Ikarus Bus a finales de 1999. La división Ikarus Bus se vendió en 2006 al Grupo Műszertechnika de Hungría adquiriendo la propiedad de Heuliez y Karosa que se transformó en Iveco República Checa en 2007.
De 2001 a 2010, Irisbus fue propiedad al 100% de Iveco del Grupo Fiat, y la empresa se llamó Irisbus Iveco. El 14 de septiembre de 2011, Fiat Industrial anunció el cierre de la planta italiana en Flumeri, Campania debido a una drástica reducción de la producción, preparando el traslado de las actividades a la planta de Annonay, en Francia. Desde 2013, Irisbus es propiedad al 100% de Iveco de CNH Industrial.

### Iveco Bus (2013–actualidad)
El 24 de mayo de 2013, con motivo de la renovación de la gama de autobuses y autocares, Irisbus pasa a ser Iveco Bus.
Con una demanda cada vez más orientada hacia los criterios de precio de compra, coste de explotación y rentabilidad, las gamas de los fabricantes se han reducido especialmente hasta el punto de encontrar hoy en el mercado europeo, de cada fabricante, un único modelo de autobús urbano, autocar de línea y gran turismo. con, por supuesto, muchas combinaciones de longitud, capacidad y motores. Iveco Bus ofrece un minibús sobre la base del furgón Daily, un autobús urbano Urbanway, un autobús de la línea Crossway y el Magelys como gran turismo. En comparación, en 1970, Fiat Bus ofrecía sus 343, autobuses/autocares de línea y GT en nada menos que 32 variantes entre modelos propios y de carroceros.
El nombre de Irisbus se retiró y la división es una sucursal de Iveco, rebautizada como Iveco Bus en mayo de 2013, luego de un plan de reorganización. Todos los autobuses nuevos se venden bajo la marca Iveco, al igual que todos los demás vehículos producidos por el grupo. Los operadores de autobuses están limitados por los criterios de precio de compra, costo operativo y rentabilidad, por lo que los fabricantes reducen a solo unos pocos modelos de autobuses urbanos, interurbanos y autocares pero con muchas combinaciones en longitud, capacidad y tipos de motores.
La empresa tiene su sede en Turín y oficinas en Lyon, Watford y Mainz. Los autobuses se desarrollan en uno de los dos centros de Investigación y Desarrollo, uno en Italia y otro en Suiza. El motor que impulsa los autobuses Iveco Bus fue desarrollado en Italia por Fiat Powertrain Technologies.
El 25 de febrero de 2020, Iveco y Otokar firman un acuerdo para la producción conjunta de autobuses en la planta de Sakarya en Turquía para su venta en Europa, Oriente Medio y África. De este acuerdo nació el Iveco Bus Streetway presentado en septiembre de 2021 basado en el Otokar Kent y con motores Iveco Cursor 9. Este modelo complementa el Urbanway sin reemplazarlo.
En marzo de 2022, se produjo el autobús número 150 000 en la planta de Vysoké Mýto.
El 18 de abril de 2023 se inauguró la nueva área en la planta de Foggia (antigua Sofim) para el montaje de autocares y autobuses. La inversión para la puesta en marcha de la línea de producción asciende a unos 40 millones de euros y se beneficia de los fondos puestos a disposición por Next Generation EU. La planta tiene una capacidad reina de 1000 buses por año. Los primeros modelos en ensamblarse y terminarse serán los buses E-Way y Crossway.

### Logo
El logotipo original de la empresa representaba un delfín azul y gris sobre el guion de Irisbus.
Con el cambio de nombre de la empresa en 2013, el logo se compone de la inscripción Iveco Bus en azul.

El logotipo ha evolucionado desde 1975:

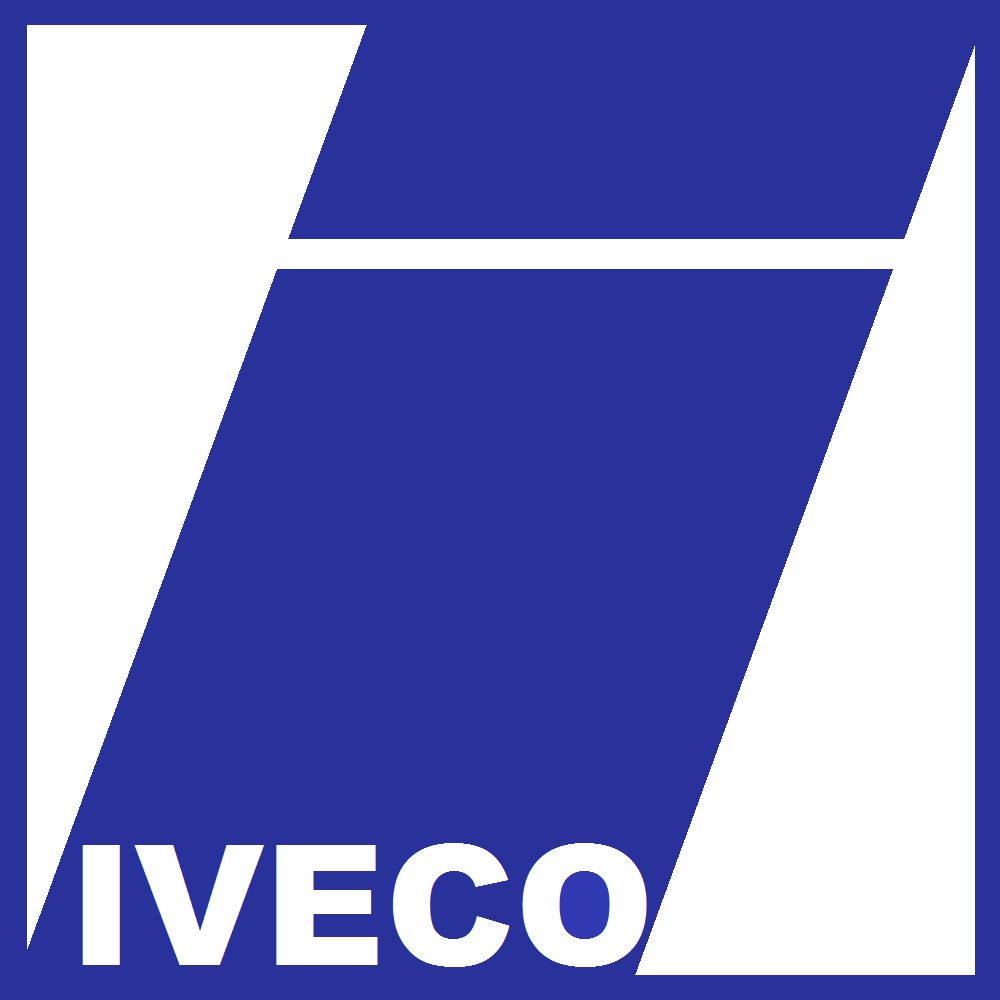
Iveco (De 1975 a 1980)
El logo de Iveco común a camiones y autobuses (De 1980 a 1999)
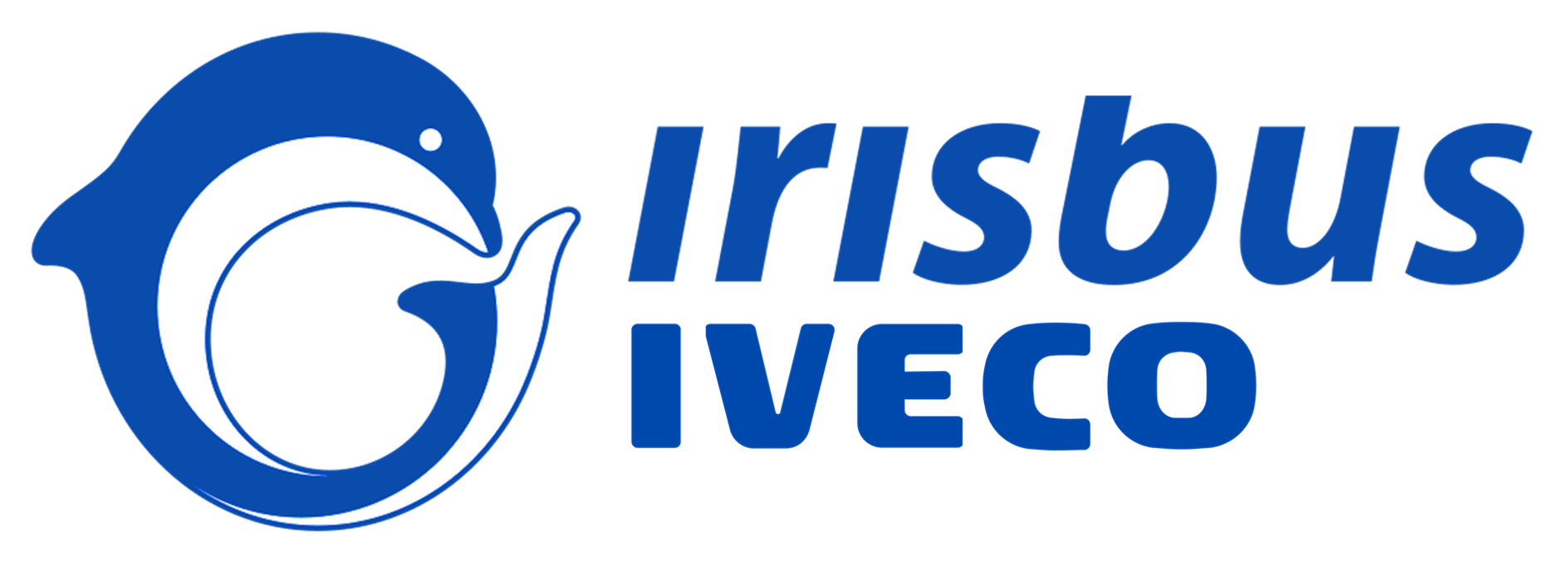
Irisbus (De 1999 a 2013)
Iveco Bus (De 2013 a 2023)
Iveco Bus (2º logo) (A partir de 2023)

## Fábricas
- Suzzara, Italia (Todos los vehículos de Iveco derivados de la Daily)
- Vysoké Mýto, República Checa (exfábrica de Karosa)
- Annonay, Francia

Veintisiete plantas ubicadas en 16 países alrededor del mundo producen vehículos, suministran motores y repuestos:
- Astra Arad, Arad, Rumanía
- Brescia, Italia
- Sofim, Foggia, Italia
- SPA Torino, Turín, Italia
- Valladolid, España
- Vénissieux, Francia
- Rorthais, Deux-Sèvres, Francia
- Changzhou, República de China
- Mumbai, India
- Minas Gerais, Brasil
- Córdoba, Argentina
- Transgór, Mysłowice, Polonia
- Irex, Sosnowiec, Polonia
- Senai, Malasia
- Santarosa Motor Works, Santa Rosa, Laguna, Filipinas
- IVECO South Africa, Rosslyn, Gauteng, Sudáfrica[11]

## Modelos actuales

### Minibús
- Irisbus Ecodaily

### Midibús
- Irisbus Europolis

### Autobús urbano
- Irisbus Citelis
- Irisbus Crealis
- Irisbus Agora
- Irisbus CityClass
- Iveco Bus Urbanway

### Autobús interurbano
- Irisbus Arway
- Irisbus Crossway
- Irisbus Crossway LE
- Irisbus Proway
- Irisbus EuroRider

### Autobús gran turismo
- Irisbus Proxys
- Irisbus Domino
- Irisbus Evadys
- Irisbus Magelys

### Trolebuses
- Irisbus Cristalis
- Irisbus Civis
- Irisbus Citelis

## Galería de modelos de Iveco/Irisbus en el mundo

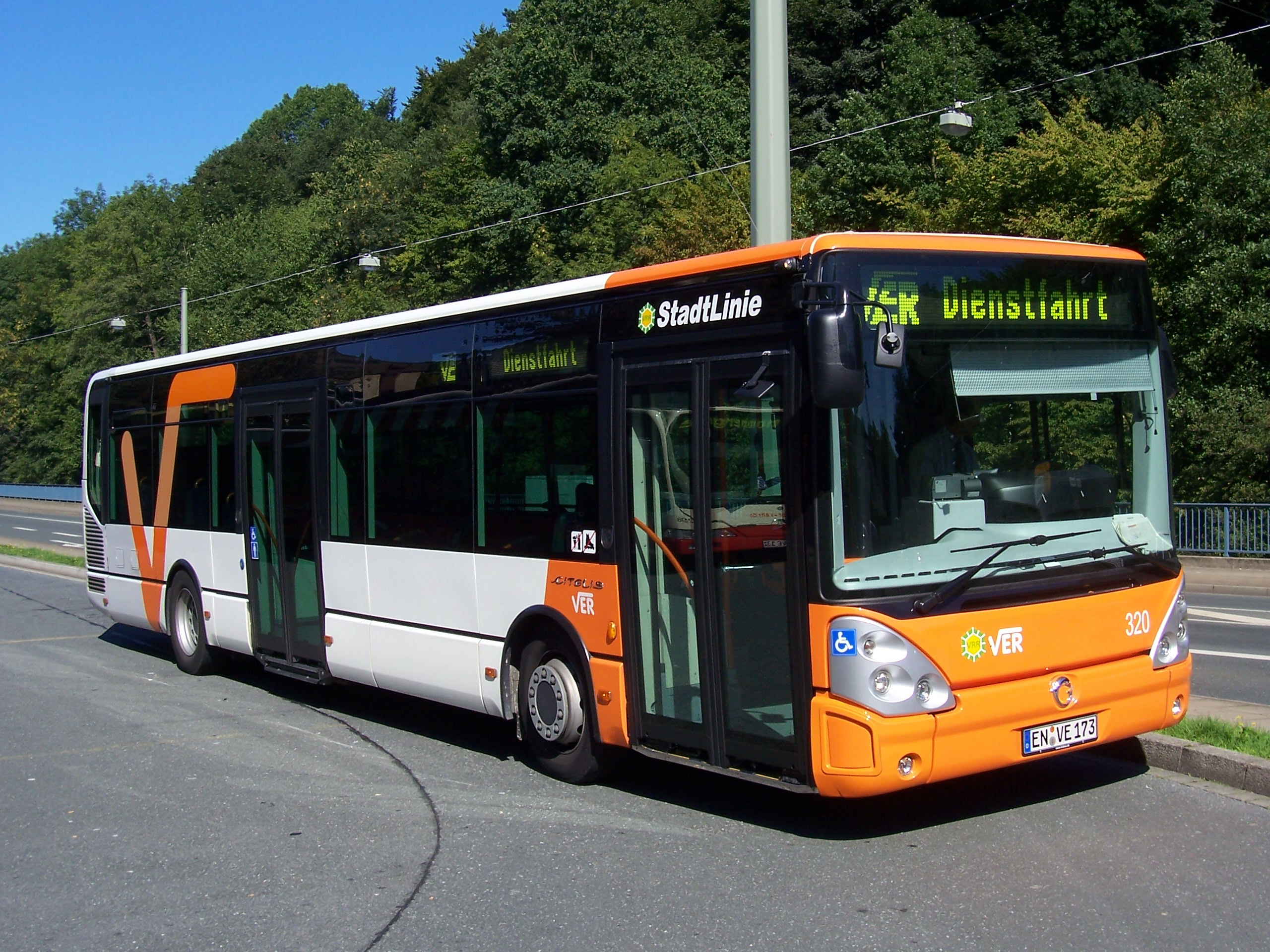
Irisbus Citelis
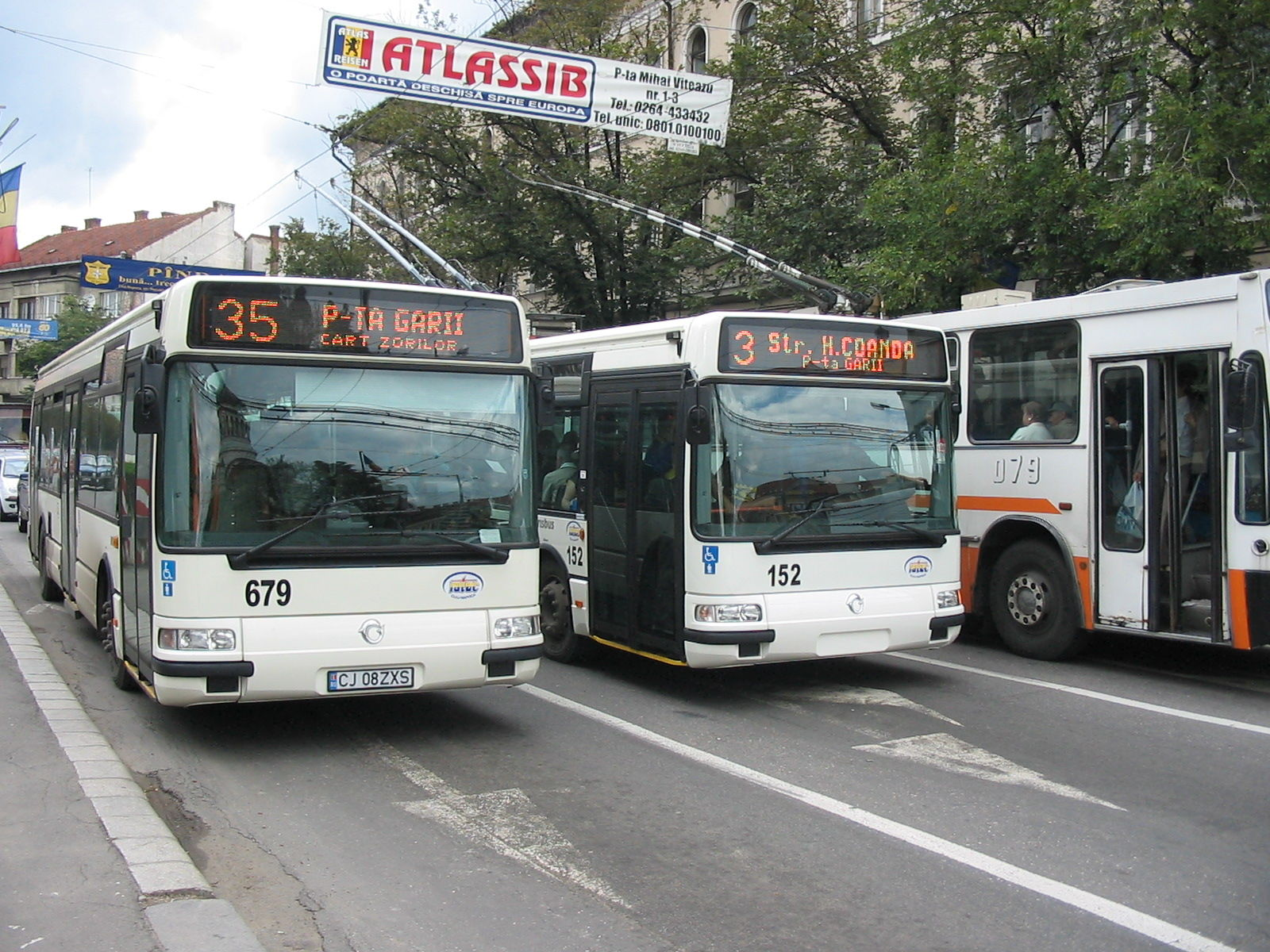
Irisbus Agora bus y trolebús en Cluj-Napoca, Rumanía
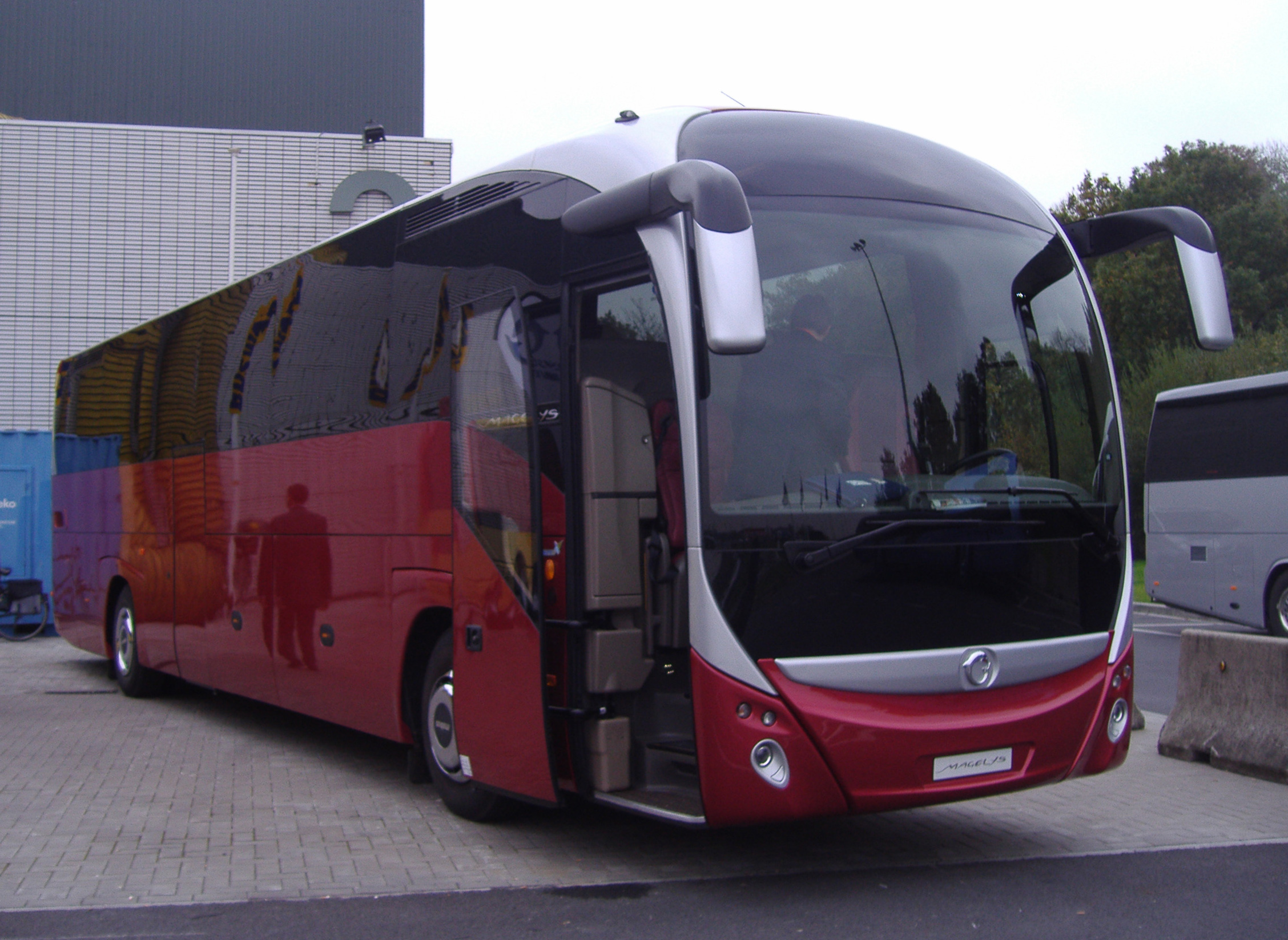
Irisbus Magelys en la exposición Busworld 2007 en Kortrijk, Bélgica
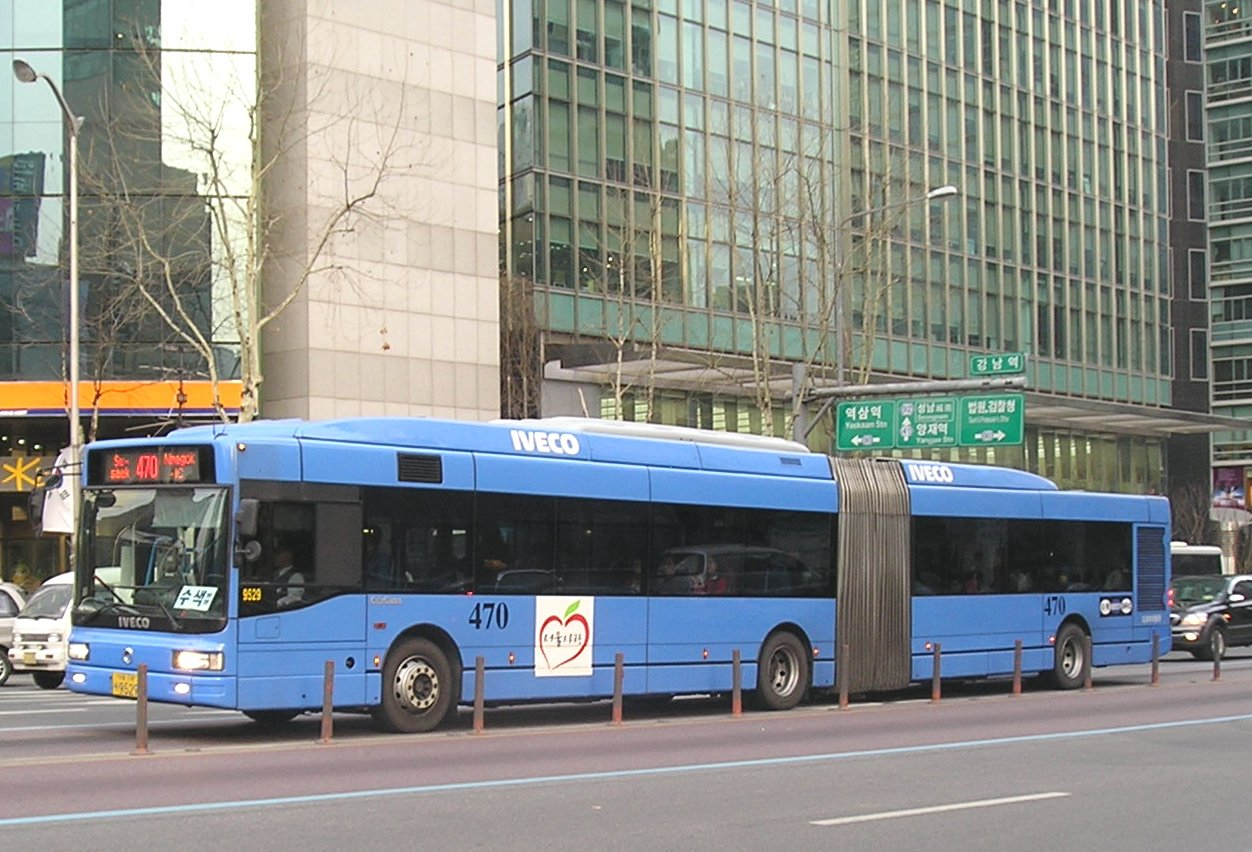
Irisbus CityClass italiano articulado 18 m en Seúl, Corea del Sur
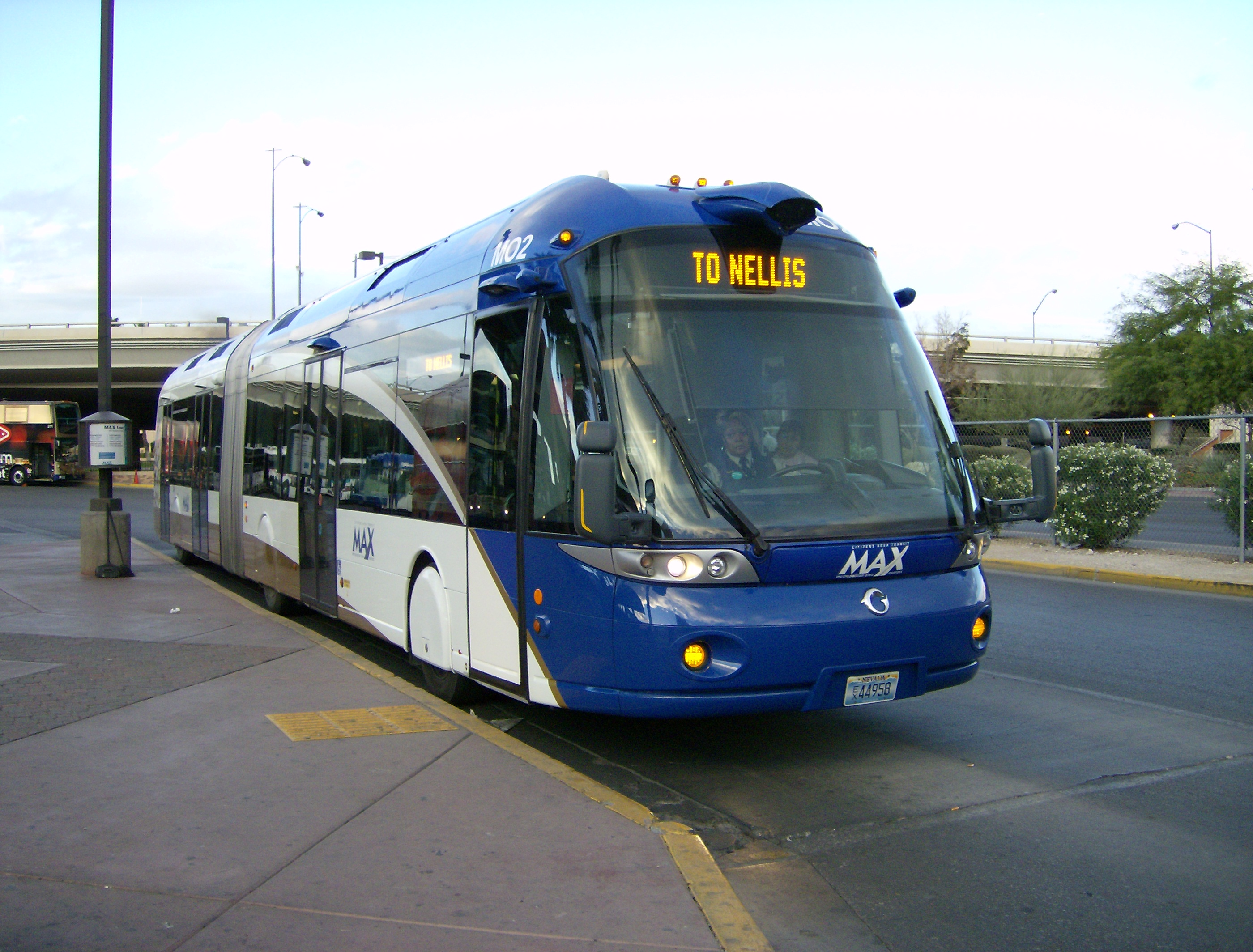
Irisbus Civis en Las Vegas
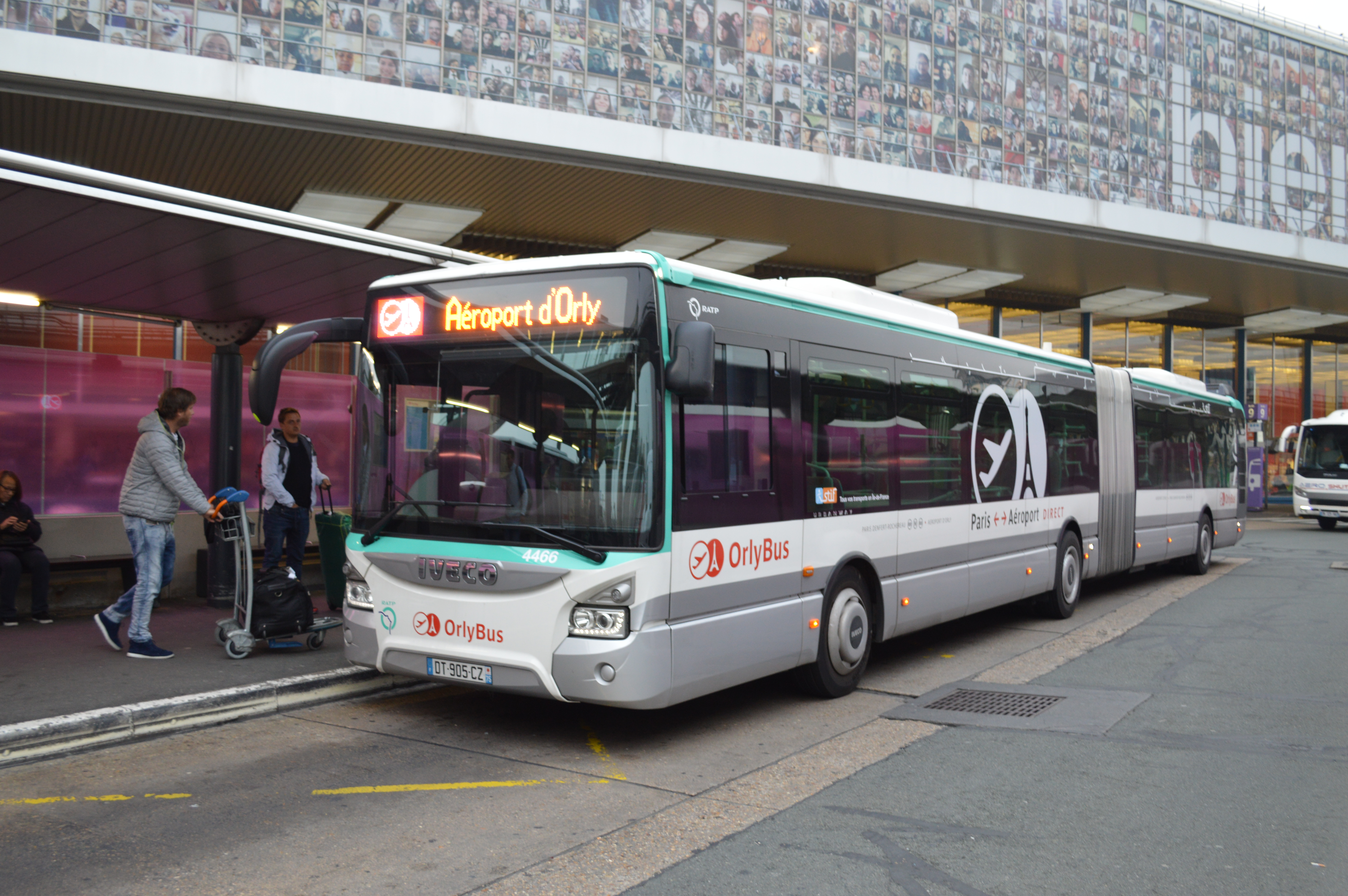
Iveco Bus Urbanway 18 n° 4466 del Orlybus en su terminal en Orly-Sud
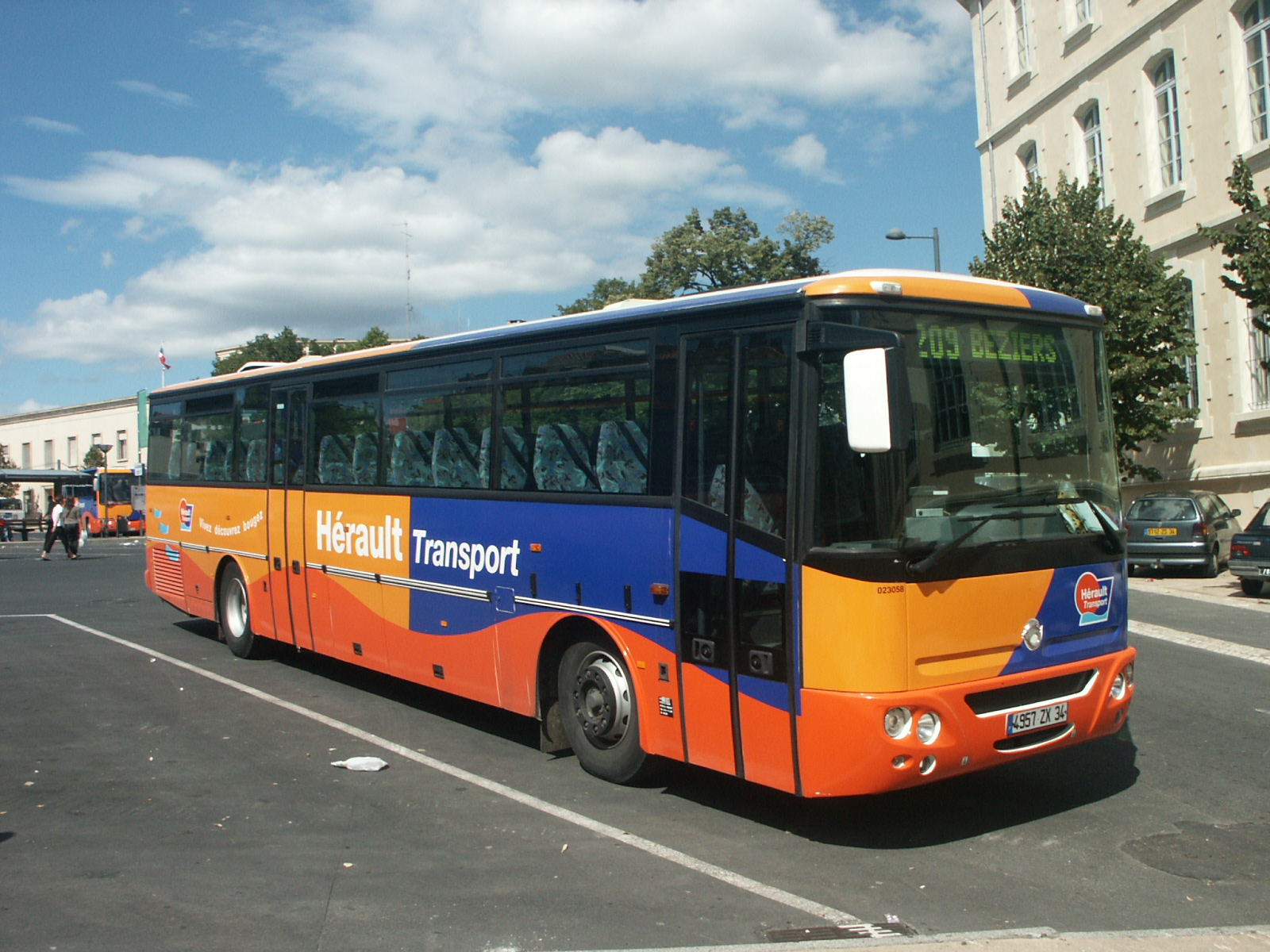
Irisbus Axer sobre Transporte Hérault